# Fiescherhorn
Fiescherhorn é um grupo de montanhas dos Alpes Berneses, região do Oberland Bernês, na Suíça, e com 4025 m de altitude é um dos cumes dos Alpes com mais de 4000 m.

## Geografia
Mesmo se montanha está escondida por trás de outros 4000 m; pode no entanto ser vista de Grindelwald.
O grupo é formado por:
- Gross Fiescherhorn (4049m)
- Hinter Fiescherhorn (4025 m)
- Ochs ou Klein Fiescherhorn (3900 m).

## Ascensão
A primeira ascensão foi feita em 28 de julho de 1885 Eugen Guido Lammer e August Lorria.
A ascensão pode faz-se a partir da cabana Obermönchsjoch do (Mönch), da cabana Concordia (Jungfrau), ou a partir da cabana Finsteraarhorn. Todos estes refúgios podem ser atingidos pela estação ferroviária de Jungfraujoch (3454 m).